# あずみ (映画)
『あずみ』は、小山ゆうの同名の漫画『あずみ』を原作とする日本映画。主演は上戸彩。続編の『あずみ2 Death or Love』についても本項で扱う。

## あずみ
『あずみ』は、2003年に公開された第1作である。2006年にはアメリカでも公開された。
原作第3巻までのストーリーを最上美女丸が関わる形にアレンジしている。

### キャスト
- あずみ - 上戸彩
- ひゅうが - 小橋賢児
- うきは - 成宮寛貴
- あまぎ - 金子貴俊
- ながら - 石垣佑磨
- ゆら - 佐野泰臣
- あわ - 鈴木信二
- ひえい - 瑛太
- こもろ - 山口翔悟
- なち - 小栗旬
- 最上美女丸 - オダギリジョー
- やえ - 岡本綾
- 飛猿 - 松本実
- 長戸 - 榊英雄
- 佐敷一心 - 遠藤憲一
- 佐敷二斎 - 清水一哉
- 佐敷三蔵 - 坂口拓
- 襲われる母親 - りょう
- 浅野長政 - 伊武雅刀
- 南光坊天海 - 佐藤慶
- 井上勘兵衛 - 北村一輝
- 加藤清正 - 竹中直人
- 爺（小幡月斎）- 原田芳雄

### スタッフ
- 製作統括：児玉守弘、気賀純夫、亀井修、坂上直行
- 企画：濱名一哉、遠谷信幸
- プロデューサー：山本又一朗、中沢敏明
- 共同プロデューサー：佐谷秀美
- ラインプロデューサー：大里俊博、青木弥枝美
- 原作：小山ゆう（小学館ビッグコミックス刊）
- 監督：北村龍平
- 脚本：水島力也、桐山勲
- 音楽：岩代太郎
- 主題歌：我那覇美奈「ねがい」（フォーライフミュージックエンタテイメント）

#### あずみ製作委員会
- TBS（谷徳彦、田中康之）
- 電通（青木真樹、田中渉）
- 小学館（杉山千絵、市原武法、成田明弘、油井卓也、志村武彦、山根博行、植田文郎、牧野ひろみ）
- 東宝（瀬田一彦）
- ポニーキャニオン
- ショウゲート
- セディックインターナショナル
- 角川映画

### 主なロケ地
- 岡山県井原市美星町
- 岡山県高梁市川上町
- 広島県福山市沼隈町

### その他
- 北村龍平と親交のあるゲームクリエイターの小島秀夫がならず者役で特別出演している[3]。

## あずみ2 Death or Love
『あずみ2 Death or Love』（あずみツー デス オア ラブ）は、2005年に公開された第2作である。
監督は「平成ガメラ」シリーズでも知られる金子修介。また脚本は『獣兵衛忍風帖』などで海外でも人気の高いアニメーション監督・川尻善昭が水島力也（本作品のプロデューサー・山本又一朗のペンネーム）と共に務めた。
2003年公開の『あずみ』の続編として作られた。監督自身、『キル・ビル Vol.1』に触発されたと語り、栗山千明など『キル・ビル Vol.1』に出演した役者を起用した。
前作に比べるとアクションよりストーリーが重視され、戦いの中で心が成長し「愛」という存在に分らないながらも葛藤するあずみを演出している。
アクションは前作よりも抑えられたが、敵味方共に戦いの中で沢山の犠牲を払い、様々な登場人物たちの「死」を通じて揺れ動く人々の心を演出している。

### ストーリー
あずみは主君・加藤清正の仇をとろうとする井上勘兵衛に付け狙われる日々を送っていたが、ひょんなことから豊臣方の大名・真田昌幸を狙うため、再び旅に出ることになった。あずみの初恋の相手・なちにそっくりな人物・銀角と出会ったあずみは、沢山の犠牲を払いながら、真田軍と絶体絶命の戦いを繰り広げる。

### キャスト
- あずみ - 上戸彩、宿南明日華（少女時代） - 本作品主人公。明るい服装で半袖、太ももを見せている。戦いの中で愛に目覚め「年頃の女」と人の死を通じて「刺客としての使命」に揺れる
- ながら - 石垣佑磨 - 前作で生き残った刺客。マタギのような服装。こずえを立派なくノ一にしようとコツを伝授するが、それを逆手に取られ、あずみへの気持ちをそそのかされる。
- こずえ - 栗山千明 - 新人くノ一だが実は幼少より潜入していた間者。緑系に赤い水玉の服を着用。白っぽい上着に笛を隠し、あずみよりも太ももを見せるなど下半身は際どく攻めている。刀を使った戦いより弓を使う戦いに素性がある。
- 銀角／なち - 小栗旬、杉村怜音（少年時代）
- 井上勘兵衛 - 北村一輝
- 金角 - 遠藤憲一
- 服部半蔵 - 宍戸開
- 土蜘蛛 - 坂口拓
- 六波 - 謙吾
- 三郎太 - 増本庄一郎
- 雉丸 - 伊藤俊
- 喜平太 - 武智健二
- 慎太郎 - 渕野俊太
- 侍Z - 野村祐人
- 千代 - 前田愛
- よね - 根岸季衣
- 真田幸村 - 永澤俊矢
- 南光坊天海 - 神山繁
- 空如 - 高島礼子
- 真田昌幸 - 平幹二朗
- 安住紳一郎

### スタッフ
- 原作：小山ゆう「あずみ」（小学館刊）
- 監督: 金子修介
- プロデューサー：山本又一朗
- 脚本：水島力也、川尻善昭
- 音楽：川村栄二
- 撮影監督：阪本善尚
- 美術：稲垣尚夫
- 照明：大久保武志
- アクションディレクター：中村健人
- 編集：掛須秀一
- 音響効果：柴崎憲治
- 製作：「あずみ2」製作委員会（角川映画、TBSテレビ、電通、小学館、ショウゲート、アミューズソフトエンタテインメント、東宝、IMAGICA、セディックインターナショナル、トライストーン・エンタテイメント）
- 上映時間：112分